# Benomyl
Benomyl (ISO-naam) is een fungicide en acaricide dat ontwikkeld werd door het Amerikaanse chemische bedrijf DuPont. De octrooiaanvraag dateert van 1968. Merknamen van du Pont waren Benlate en Tersan 1991 DF. Nadat de octrooibescherming voorbij was zijn ook andere bedrijven benomyl gaan produceren en verkopen, onder meer in het product Fundazol.
Chemisch gezien behoort benomyl tot de benzimidazolen en carbamaten.
In 2001 besloot duPont om de productie van benomyl te beëindigen en de registratie ervan in de Verenigde Staten vrijwillig in te trekken. Volgens het bedrijf was dit omwille van de hoge kosten die verwacht werden om een nieuwe registratie van benomyl te verkrijgen onder de verstrengde eisen van de Food Quality Protection Act. In de Europese Unie stopte DuPont in 2002 ook met het ondersteunen van benomyl. Het gevolg was dat benomyl in de Europese Unie geen toelating verkreeg. De stof wordt nog wel in andere delen van de wereld gebruikt.

## Werking
Benomyl is een systemisch fungicide. Het is werkzaam tegen een breed spectrum van schimmels bij fruit- en groententeelt en op grasvelden. Benomyl en de voornaamste metaboliet ervan, carbendazim, binden aan microtubuli in de cellen en verstoren de celdelingsprocessen. Benomyl is ook effectief tegen mijten.

## Regelgeving
Zoals vermeld is benomyl in de Europese Unie niet meer toegelaten in de gewasbescherming.

## Toxicologie en veiligheid
De acute toxiciteit van benomyl voor zoogdieren is laag. De stof irriteert de ademhalingsorganen en in mindere mate de huid, maar kan de huid overgevoelig maken.
De stof is ingedeeld als giftig voor de voortplanting: uit dierproeven is gebleken dat benomyl mogelijk schadelijk is voor de voortplanting bij de mens, en dat het mogelijk misvormingen bij pasgeborenen kan veroorzaken. De Amerikaanse EPA beschouwt de stof ook als mogelijk kankerverwekkend.
De stof is toxisch voor vissen en regenwormen.